# Davit Safarian
Davit Safarian –en armenio, Դավիթ Սաֆարյան– (Cherkesk, 1 de agosto de 1989) es un deportista armenio que compite en lucha libre.
Ganó una medalla de oro en el Campeonato Mundial de Lucha de 2013 y dos medallas en el Campeonato Europeo de Lucha, oro en 2013 y bronce en 2012.
Participó en dos Juegos Olímpicos de Verano, ocupando el octavo lugar en Londres 2012 y el 18.º en Río de Janeiro 2016.

## Palmarés internacional
| Campeonato Mundial | Campeonato Mundial | Campeonato Mundial | Campeonato Mundial |
| Año                | Lugar              | Medalla            | Categoría          |
| ------------------ | ------------------ | ------------------ | ------------------ |
| 2013               | Budapest (Hungría) | Medalla de oro     | 66 kg              |
| Campeonato Europeo |                    |                    |                    |
| Año                | Lugar              | Medalla            | Categoría          |
| 2012               | Belgrado (Serbia)  | Medalla de bronce  | 66 kg              |
| 2013               | Tiflis (Georgia)   | Medalla de oro     | 66 kg              |